# 大元新开会通河记碑等碑刻及闸址
大元新开会通河记碑等碑刻及闸址，位于山东省梁山县梁山街道码头村。是中华人民共和国山东省省级文物保护单位之一。
2013年，列入第四批山东省文物保护单位，该文物保护单位是一座大运河遗址。